# 氟替卡松
氟替卡松（INN：fluticasone）為一種局部用，与受体亲和力高，合成的三氟糖皮质激素，有抗炎、抗过敏等作用。
氟替卡松常以糠酸酯（furoate）或丙酸酯（propanoate）形式作为制剂，可用作局部抗炎药，治疗皮炎、鼻炎、哮喘等疾病：
- 糠酸氟替卡松
- 丙酸氟替卡松，又稱作氟替卡松丙酸酯